# Soile Isokoski
Soile Marja Isokoski (Posio, 14 febbraio 1957) è un soprano finlandese specializzata nel repertorio operistico e liederistico. Insieme a Karita Mattila, Camilla Nylund, Monica Groop, Lilli Paasikivi, Jorma Hynninen e Matti Salminen, è uno dei più illustri esponenti del canto lirico in Finlandia.

## Biografia
Laureata all'accademia Sibelius di Helsinki nel 1986, ha vinto il concorso Lappeenranta nel 1987 e successivamente il secondo premio al BBC Cantante del mondo di Cardiff. Lavorando come solista in una chiesa nel nord della Finlandia, è stata assunta dall'Opera finlandese dove ha debuttato come Mimì in La bohème di Puccini, rimanendo con la compagnia fino al 1994.
La sua carriera internazionale l'ha portata a cantare nelle grandi case liriche europee come Wiener Staatsoper (Vienna), Théâtre du Châtelet, Opéra Bastille, La Scala, Deutsche Oper Berlin, Staatsoper Unter den Linden (Berlino), opere di Dresda, Amburgo, Colonia, Berlino e Monaco, Salisburgo, Edimburgo, Orange festival, Tanglewood e Savonlinna Festival. Anche alla New York Metropolitan Opera dove ha debuttato nel 2002 come Contessa Almaviva ne Il matrimonio di Figaro di Mozart e alla San Francisco Opera come Il maresciallo ne Il cavaliere della rosa di Richard Strauss.
Il suo repertorio include opere di Mozart (Contessa, Fiordiligi, Donna Elvira), Puccini (Mimì e Liù), Wagner (Elsa ed Eva), Strauss (Mariscala, Ariadna, Daphne, Madeleine), Čajkovskij (Tat'jana), Britten (Ellen), Gounod (Marguerite), Verdi (Amelia, Desdemona, Alice Ford) e Bizet (Micaela).
È una notevole recitalista del repertorio sinfonico-corale e liederistico e del suo paese, spesso esibendosi accompagnata da Marita Viitasalo a New York, Washington DC, Fort Lauderdale, Vienna, Londra, Parigi, Amsterdam, Berlino, Monaco, Roma, Atene, Mosca, San Pietroburgo e Tokyo.
È stata richiesta dai registi della statura di John Eliot Gardiner, Neeme Järvi, Seiji Ozawa, Daniel Barenboim, Colin Davis, Bernard Haitin, Yehudi Menuhin, Riccardo Muti, Claudio Abbado, Simon Rattle, Valerij Gergiev, Vladimir Aškenazi, James Levine, Daniele Gatti, Donald Runnicles, Marek Janowski e i suoi connazionali Okko Kamu, Jukka-Pekka Saraste, Esa-Pekka Salonen, Leif Segerstam, Sakari Oramo e Osmo Vänskä.
La sua versione de i Quattro ultimi lieder di Richard Strauss suscitò un paragone con la leggendaria Elisabeth Schwarzkopf. È una notevole interprete delle opere di Aulis Sallinen, Rautavaara, Jean Sibelius, Hugo Wolf, Schubert e Mahler.
Ha ricevuto la medaglia di Sibelius nel 2007 e nel 2008 è stata nominata cantante di camera di Vienna (Kammersängerin).

## Repertorio
- Così fan tutte "Fiordiligi" (Mozart)
- Don Giovanni "Donna Elvira" (Mozart)
- Il matrimonio di Figaro "Contessa" (Mozart)
- Il flauto magico "Pamina" (Mozart)
- Otello "Desdemona" (Verdi)
- Falstaff "Alice Ford" (Verdi)
- Simon Boccanegra "Amelia" (Verdi)
- I maestri cantori di Norimberga "Eva" (Wagner)
- Lohengrin "Elsa" (Wagner)
- Il franco cacciatore "Agathe" (Weber)
- La sposa venduta "Marenka" (Smetana)
- Il cavaliere della rosa "Marschallin" (Richard Strauss)
- Capriccio "Contessa" (Richard Strauss)
- Arianna a Nasso "Ariadne" (Richard Strauss)
- Daphne "Daphne" (Richard Strauss)
- I racconti di Hoffmann "Antonia" (Offenbach)
- Faust "Marguerite" (Gounod)
- L'ebrea "Rachel" (Halévy)
- La bohème "Mimì" (Puccini)
- Turandot "Liù" (Puccini)
- Carmen "Micaëla" (Bizet)
- Eugenio Onegin "Tat'jana" (Čajkovskij)
- Peter Grimes "Ellen Orford" (Britten)
- I dialoghi delle Carmelitane "Madame Lidoine" (Poulenc)

## Discografia di riferimento
- Ritratto dell'artista Schubert, Schumann, Grieg, Sibelius
- Beethoven: Sinfonia 9
- Brahms: Un requiem tedesco
- Chausson: Poesia dell'amore e del mare, Berlioz, Les nuits d'eté
- Halévy: L'ebreo
- Mendelssohn: Elia, p. 70
- Mendelssohn: Paolo, p. 36
- Mahler: Sinfonia 4
- Mahler: Sinfonia 2
- Mahler: Sinfonia 8
- Mozart: Aria
- Mozart: Così fan tutte
- Mozart: Don Giovanni
- Rautavaara: Canti, gli amanti
- Sibelius: Luonnotar
- Sibelius: Finlandia
- Sibelius: Kullervo
- Sibelius: Cantate per conferenze e incoronazioni
- Schumann: Cerchio della canzone p.39, amore per le donne e la vita
- Strauss: Quattro ultimi lieder
- Strauss: Lieder
- Wolf: Libro di canzoni italiane con Bo Skovhus
- Zemlinsky: Il nano
- Zemlinsky: Sinfonia lirica

## Letteratura
- Kuusisaari, Harri: Duo: Soile Isokoski e Marita Viitasalo. Minerva Kustannus, 2007. ISBN 978-952-492-060-5
- Koskinen, Mari: Soile Isokoski: Modo del cantante. Lopputyö Sibelius-Akatemia, Kuopion osasto, Kuopio 2003
- Salmela, Annmari, (toim.): La cosa più importante nella vita, p. 11-23. Kirjapaja, 2002. ISBN 951-625-886-7.